# Hnací náprava

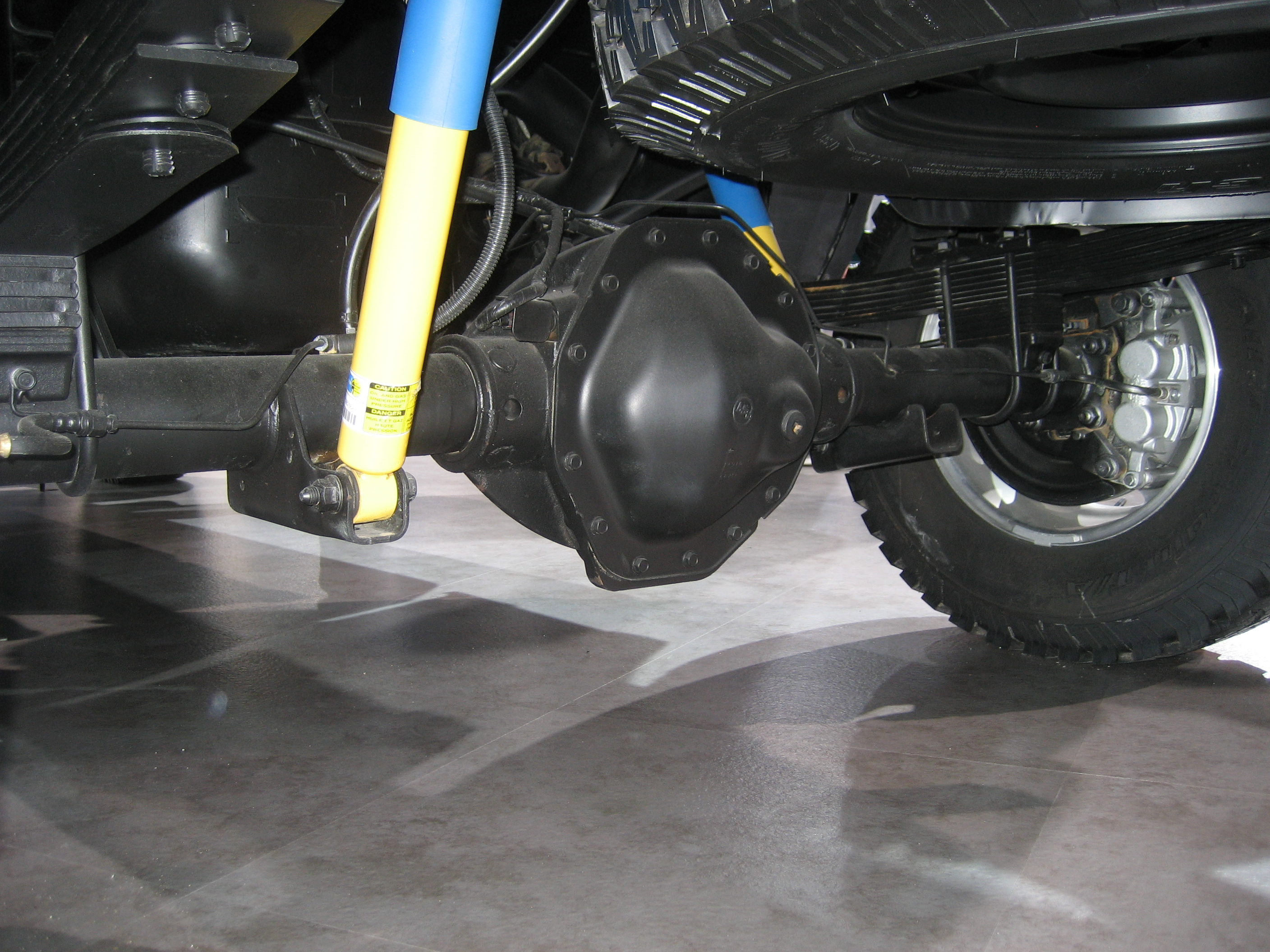
Zadní mostová náprava, která se používá výhradně jako hnací

Hnací náprava kromě přenosu váhy vozidla na vozovku (koleje) umožňuje i přenos krouticího momentu na hnaná kola. Může to být buď přední, nebo zadní náprava, nebo obě (všechny). V případě přední hnací nápravy je výhodou bezpečnější průjezd zatáček, protože je vozidlo taženo hnanými koly. Přenos hnací síly na nápravu se děje prostřednictvím hřídele s kardanovými klouby, ale jsou i jiné způsoby přenosu točivého momentu na hnací nápravu, např. řemenem, řetězem nebo ozubeným soukolím.